# Абьяд, Жорж
Жорж Абьяд (1880—1959) — египетский режиссёр, актёр и драматург.
Ливанец по происхождению. В 1904—1910 годах учился в Парижской консерватории. В 1910 году в Каире играл в местной труппе (на французском языке). В 1912 году создал труппу и включил в её репертуар пьесы мировой классики (Софокл, Шекспир, Мольер, Гюго), произведения арабских драматургов (Наджиб аль-Хаддад, Фарах Лисец). В 1914—1916 годах объединился с труппой Хигази, выступал в спектаклях труппы. Его лучшие роли — «Макбет» и «Отелло» («Макбет» и «Отелло» Шекспира), «Эдип» («Царь Эдип» Софокла), «Кин» («Кин, или Гений и беспутство» Дюма-отца).
В 1920 году гастролировал в Северной Африке. Организовал театр в Тунисе, который возглавлял в 1921—1922 годах. В 1926 году объединился с Юсефом Вахби в театре «Рамзес». С 1930 года председатель «Театрального союза Египта» 1945 года председатель «Союза деятелей театра и кино». С 1931 года снимался в кино, в 1932 году снял первый египетский музыкальный фильм «Песнь сердца». В 1952 году возглавил «Новую египетскую труппу».